# Glasbene priredbe Shakespeareovih del
Glasbene priredbe Shakespeareovih del
Shakespeareova dela so neminljiv vir za vse vrste umetniških predelav in so pomembna in zanimiva tudi v današnjih dneh. Po njegovih književnih predlogah je nastalo več kot 200 oper, množica simfoničnih skladb, baletov, filmska in scenska glasba, muzikali, zborovska glasba, samospevi. Njegova tematika pušča vpliv tudi na sodobno zabavno glasbo, rock, jazz, itd.

## Antonij in Kleopatra
- Samuel Barber (1910-1981): Antony and Cleopatra, opera v treh dejanjih, 1966, libreto: Franco Zeffirelli (druga različica 1975)
- Gerard Chuisano, libreto: Gen Tybern; Antony and Cleopatra, 1999
- Duke Ellington: serija glasbenih portretov Shakespearovih junakov »Such Sweet Thunder« (Kleopatra, Cezar, Lady Macbeth, Othello, Katka (Ukročena trmoglavka), Romeo in Julija
- Louis Gruenberg (1884-1964): Antony and Cleopatra, libreto in opera, 1955/61.
- Händel: Giulio Cesare in Egitto, Julij Cezar v Egiptu, libreto: Nicola Haym (v italijanščini in *španščini).
- Johan Christoph Kaffka (1759-1803): Antonius und Cleopatra, opera, 1799
- Jules Cléopatre Massenet: opera (1914); libreto: Luis Payen

## Beneški trgovec
- Boris Blacher (1903-1975): Der Mohr von Venedig, balet

## Hamlet
- Gaetano Andreozzi: Amleto, opera, libreto Giuseppe Maria (Padova, 1792)
- Samuel Arnold (1740-1802): Hamlet Drury Lane, 1799
- Carlo Baliani (1680-1747) Ambleto, Pasticcio, (Milano, 1719)
- Benno Bardi: Scenska glasba na 8 Shakespearovih iger: Henry V., Vesele žene Windsorske, Hamlet, Vihar, Richard III., Romeo in Juliija, Othello)
- Pascal Bentoiu (1927-): Hamlet Marseille, 1974
- Boris Blacher (1903-1975) Hamlet, balet; po njem sta James Rado in Gerome Ragni priredila glasbo in besedilo ter ju uporabila kot del muzikala Hair (Lasje), v skladbi »What A Piece of Work Is Man«
- Johannes Brahms (1833-1897): Lied von Shakespeare (Shakespearova pesem), op. 17
- Johannes Brahms(1833-1897). Ophelia-Lieder (Ofelijine pesmi), WoO posth. 22 (1873) Hamlet IV.5
- Antonio Buzolla (1815-1872) Amleto, opera, libreto: Giovanni Peruzzini (Benetke, 1848)
- Giuseppe Carcani (1703-1779) Ambleto, opera, libreto: Apostolo Zeno in Pietro Pariati, (krstna izvedba: *Benetke, 1742, Teatro San Angelo)
- Luigi Caruso (1754-1822) Amleto, opera, 1789
- Milo Cipra: Hamlet – As you like it, Hamlet po želji scenska glasba
- Peter Iljič Čajkovski: Hamlet, uvertura, op. 67 (1888)
- Hans Ulrich Engelmann (1921-) Ophelia Multimedia-Theater für eine Mimim op. 36 (Hannover, 1969)
- Franco Faccio (1840-1891): Amleto, opera, libreto: Arrigo Boito (Genova, 1865)
- Francesco Gasparini (1628-1727): Ambleto libreto: Apostolo Zeno in Pietro Pariati, (Benetke, 1705)
- Philip Glass: Hamlet, balet (premiera: oktober 2000, Austin, Teksas)
- Rudolf Kelterborn: Ophelia, Oper in fünf Stimmen, pet-glasna opera (1982/83)
- Franz Liszt (1811-1886): Hamlet, simfonična pesnitev
- Saverio Mercadante (1795-1870): Amleto, opera, 1822
- Ennio Morricone: Hamlet, filmska glasba, (režiser: Franco Zeffirelli)
- Humphrey Searle, (1915-): Hamlet (Hamburg, 1968)
- Richard Strauss (1864-1949), Lied der Ophelia, op. 67 št. 3 (1918)
- Arthur Sullivan (Gilbert and Sullivan): Rosencrantz and Guildenstern (1874)
- Sandor Szokolay (1931-): Hamlet, opera, (Budimpešta, 1968)
- Ambroise Thomas: Hamlet, (libreto v francoščini: Jules Barbier in Michel Carré), 1868
- Michael Tippett - John Neumeier, Hamlet (balet, 1997)
- William Walton (1902-1983): Hamlet, zvočni primeri
- Mario Zafred (1922- ) Amleto (libreto: Lilyan in Mario Zafred), 1961

## Julij Cezar
- Hans von Bülow: Marche des Imperiaux de la tragedie Jules Cesar de Shakespeare (Kraljevska koračnica iz tragedije Julij Cezar)
- Duke Ellington: serija glasbenih portretov Shakespearovih junakov »Such Sweet Thunder« (Kleopatra, Cezar, Lady Macbeth, Othello, Katka (Ukročena trmoglavka), Romeo in Julija
- Georg Friedrich Haendel: Giulio Cesare in Egitto, Julij Cezar v Egiptu
- Giselher Klebe (1925-): Die Ermordung des Caesar (Cezarjev umor), opera, 1959
- Gian Francesco Malipiero: Giulio Cesare, 1936
- Giulio Seyfried: Cesare (1811)

## Koriolan
- Ludwig van Beethoven: Coriolanus, op. 62

## Kralj Lear
- Mili Balakirjev: Kralj Lear, scenska glasba
- Hector Berlioz: Le Roi Lear, uvertura, H53
- Darijan Božič: Kralj Lear (Maribor, 1986)
- Antonio Cagnoni (1818-1896): Re Lear (1890)
- Giulio Cottrau (1833-1916) Il Re Lear (1913)
- Claude Debussy: Fanfares & Sommeil de Lear, scenska glasba (nedokončano delo)
- Jef van Durme: König Lear, opera, op. 59 (1955)
- Vito Frazzi: Re Lear (Firenze, 1939)
- Alberto Ghislanzoni: Re Lear (Rim, 1937)
- Stefano Gobatti (1853-1913): Cordelia, opera; libreto: Carlo D'Ormeville (1881)
- Toshio Hosokawa: Learova vizija (komorna opera, 1998)
- Aribert Reimann (1936- ): Lear, opera, 1978
- Aulis Sallinen (1935-): King Lear (libreto: Matti Rossi)
- Dmitrij Šostakovič: Kralj Lear, filmska glasba (režiser: Grigorij Kozincev, 1970)

## Macbeth
- Franz Aspelmayr (1728-1786): Macbeth, opera, (1777)
- Granville Bantock (1868-1946) Macbeth, opera
- Antonio Bibalo (1922- ): Macbeth, opera, 1990
- Ernst Bloch: Macbeth, opera, 1910
- Hyppolite Chélard (1789-1861): Macbeth, opera, 1827
- Aram Hačaturjan: Macbeth
- John Lipptrot Hatton (1809-1886), scenska glasba po literarnih predlogah Macbeth, Richard II., Kralj Lear
- Lauro Rossi (1812-1885): Biorn ali Macbeth, opera, 1877
- Arthur Sullivan: Macbeth, naključna glasba (1888)
- Richard Strauss: Macbeth, op. 23
- Wilhelm Taubert (1811-1891): Macbeth, 1853
- Giuseppe Verdi: Macbeth, 1847 (italijanski libreto F.M.Piave)
- Laibach: Macbeth (soundtack za predstavo v Hamburgu, 1987; plošča 1990)

(Lady Macbeth Mcenska, Šostakovičeva opera, ni, razen v podobnosti naslova, v nikakršni povezavi s Shakespearovim delom)

## Othello
- Antonín Leopold Dvořák (1841-1904) Othello, uvertura op. 93 (1891)
- Gioacchino Rossini: Otello, opera (italijanski libreto), 1816
- Gen Tybern: Iago, opera (1996)
- Giuseppe Verdi: Otello 1887 (libreto: Arrigo Boito; tudi na filmu Franca Zefirellija)
- Johann Rudolf Zumsteeg: Othello, pesmi

## Romeo in Julija
- Vincenzo Bellini, Capuleti in Montegi, opera v dveh dejanjih (1830)
- Hector Berlioz, Romeo in Julija, koralna simfonija (1839)
- Peter Iljič Čajkovski: Romeo in Julija, uvertura za orkester (med letoma 1869 in 1880)
- Charles Gounod, Romeo in Julija, opera (1867)
- Mark Knopfler s skupino Dire Straits: Romeo and Juliet
- Sergej Prokofjev, Romeo in Julija, balet in 2 simfonični suiti
- Niccolo Zingarelli, Julija in Romeo, opera (1796)

## Sen kresne noči
- Felix Mendelssohn: Sen kresne noči, uvertura in scenska glasba

## Timon Atenski
- Henry Purcell: Timon of Athens
- Duke Ellington: suita Timon of Athens
- Benjamin Britten: naključna glasba k Timonu Atenskem

## Vesele žene windsorske
- Otto Nicolai: Vesele žene windsorske, opera v treh dejanjih
- Giuseppe Verdi: Falstaff, opera v treh dejanjih